# Contrafoso

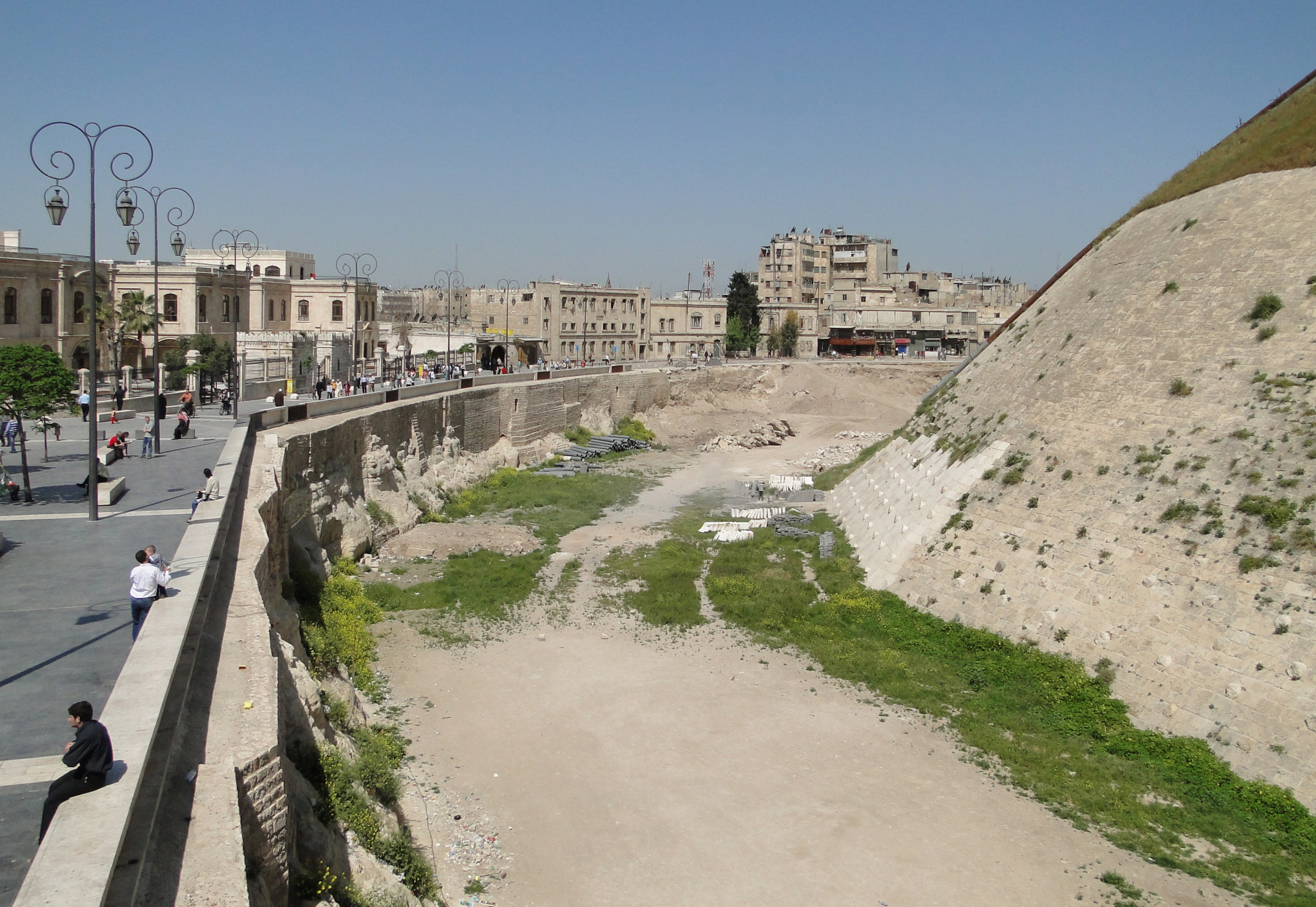
Contrafoso en la ciudadela de Aleppo

Se llama contrafoso al foso que se hace al pie del glacis. 
Se construye alrededor de la explanada de una plaza y paralelo a la contraescarpa cuando la tierra que se saca al excavar el foso principal y de los otros particulares no es suficiente para la construcción de las obras de la plaza. 
En los antefosos se establecen puentes siempre de las partes entrantes de las obras, para ampararlos del fuego enemigo, protegiéndolos con unas pequeñas flechas a las que se da comunicación con los caminos cubiertos por medio de caponeras pequeñas o por desfiladeros defendidos por traveses.